# Intrepid (Schiff, 1943)
Die USS Intrepid (CV-11) (engl. unerschrocken/furchtlos), auch The Fighting I und später The Tough Old Lady genannt, ist ein US-amerikanischer Flugzeugträger der Essex-Klasse.
Die Intrepid fuhr während des Zweiten Weltkriegs im Pazifischen Ozean sowie im Vietnamkrieg Einsätze. Weiterhin war sie Hauptbergungsträger im Mercury- und Gemini-Programm der NASA. Seit 1982 liegt sie als Museumsschiff im Hafen von New York City unter dem Namen Intrepid Sea-Air-Space Museum vor Anker.
Die USS Intrepid war der Flugzeugträger im Pazifikkrieg, der die meisten Treffer erhielt. Den Japanern war sie als Geisterschiff bekannt, da sie bei ihnen öfters als versenkt, schwer beschädigt oder außer Dienst gestellt galt.

## Geschichte
Die Kiellegung der Intrepid fand am 1. Dezember 1941 in Newport News, Virginia, bei der Newport News Shipbuilding and Drydock Company statt, Stapellauf war am 26. April 1943. Die Übergabe an die United States Navy erfolgte am 16. August 1943. An diesem Tag landete auch das erste Flugzeug an Deck, gesteuert von Commander Jackson. Nach einer Inspektion durch einen Vizeadmiral der US-Navy am 2. Oktober meldete sich die Fluggruppe 8 am 7. Oktober zum Dienst.
Unter Captain Thomas L. Sprague setzte die Intrepid noch am selben Tag Kurs auf die Karibik. Am 12. Oktober ging sie im Golf von Paria vor Trinidad vor Anker. In den folgenden fünf Tagen fanden die ersten strategischen Gefechtsübungen auf See statt. Besonders das rasch aufeinanderfolgende Starten und Landen der Kampfflugzeuge sowie deren Neurüstung war ein wichtiger Übungsbestandteil. Über Port of Spain lief der Träger zurück in die Vereinigten Staaten, wo er am 19. November in Hampton Roads festmachte. Die Fluggruppe 8 verließ dort die Intrepid und das Schiff führte bis zum 28. November eine weitere Testfahrt durch.
Anfang Dezember wurde das Schiff der schnellen Flugzeugträgergruppe 8 (Fast Carrier Group 8 – CVG-8) zugeteilt und nahm in Norfolk Munition, Wasser und Proviant an Bord. Mit der an Bord zurückgekehrten Fluggruppe 8 begab es sich durch den Panamakanal in den Pazifischen Ozean. Am 9. Dezember riss sich der Träger bei der Kanaldurchfahrt ein kleines Leck in den Rumpf, das behelfsmäßig in Balboa repariert wurde. Zur vollständigen Wiederherstellung im Trockendock setzte die Intrepid Kurs auf den Marinehafen in San Francisco, der am 22. Dezember erreicht wurde.

### Pazifikkrieg
Nachdem die Intrepid Pearl Harbor erreicht hatte, wechselte die Fluggruppe 8 zum Marineflugstützpunkt nach Maui. Für diese kam die Fluggruppe 6 unter Commander John L. Phillips an Bord. Vom 12. bis zum 14. Januar 1944 unternahm der Träger Manöverfahrten mit der neuen Fluggruppe vor Hawaii.

#### Marshallinseln
Den ersten Kriegseinsatz hatte die USS Intrepid im Rahmen der Operation Flintlock, der Schlacht um die Marshall-Insel Kwajalein. Dazu wurde sie am 16. Januar 1944 der CVG-6 zugeteilt, die der Task Group 58.2 angehörte. Zusammen mit der Essex, dem leichten Träger Cabot, den Schlachtschiffen North Carolina, South Dakota und Alabama sowie zwei Zerstörerdivisionen bereitete sie die Landungen der Marines auf dem Kwajalein-Atoll vor. Am 29. Januar flogen ihre Maschinen fast den ganzen Tag Attacken auf Roi-Namur, die noch bis zum 2. Februar fortgesetzt wurden. Der Träger ging am 4. Februar in der kurz zuvor eroberten Lagune des Majuro-Atolls, etwa 430 Kilometer südöstlich von Kwajalein, vor Anker.
Ab Mitte Februar nahm die Intrepid mit ihren Kampfflugzeugen und acht anderen Flugzeugträgern an der Operation Hailstone, der Bombardierung des strategisch wichtigen japanischen Stützpunktes auf dem Truk-Atoll in den Karolinen, teil. In der Nacht zum 17. Februar griffen japanische Torpedobomber die Amerikaner an, ein abgeworfener Torpedo traf die Backbordunterkünfte des Trägers unterhalb der Wasserlinie. Auch die Ruderanlage wurde beschädigt. Das Ruder ließ sich nicht mehr aus der Backbordposition auslenken. Trotz der Beschädigungen gelang es Captain Sprague, die Intrepid auf Kurs zu halten. Sie wurde aus den Kampfhandlungen genommen und nahm Kurs auf Pearl Harbor. Bei starkem Wind drehte der Träger an den folgenden Tagen immer wieder auf Westkurs. Sprague sagte dazu:

“She [the ship] was like a giant pendulum, swinging back and forth. She had a tendency to weather-cock into the wind […] turned her bow toward Tokyo. But right then I wasn’t interested in going that direction.”

„Sie [das Schiff] war wie ein riesiges Pendel, das hin- und herschwang. Sie hatte die Tendenz, sich wie ein Wetterhahn in den Wind zu drehen […] drehte ihren Bug in Richtung Tokio. Aber zu diesem Zeitpunkt war ich nicht daran interessiert, in diese Richtung zu fahren.“

Mit bordeigenen Mitteln knüpfte die Besatzung ein Segel, das auf dem Vordeck bis hoch zum Hangardeck installiert wurde. Alle Flugzeuge wurden auf das vordere Ende des Flugdecks gestellt, um einen möglichst hohen Windwiderstand zu bieten. Alle anderen Lasten kamen zum Heck unter Deck. Zusammen mit den beiden als Geleitschutz mitfahrenden Zerstörern Stephen Potter und Stembel erreichte die Intrepid am 24. Februar Pearl Harbor und wurde bis zum 16. März dort behelfsmäßig repariert. Anschließend lief sie zum Marinehafen in San Francisco, wo sie wieder voll see- und kampftauglich gemacht wurde. Am 30. Mai übernahm Captain Joseph Francis Bolger den Oberbefehl über den Träger, der im Juni 1944 wieder in Pearl Harbor eintraf und die Fluggruppe 19 an Bord nahm, die nach Eniwetok gebracht werden sollte. Zusammen mit zwei Zerstörern bildete sie die Taskforce TF 19.7, die am 4. Juli die Marshallinseln erreichte. Nachdem die Fluggruppe 19 von Bord gegangen war, nahm die Intrepid Hunderte von Soldaten, Matrosen und Marines auf, von denen viele verwundet waren und an Bord eine Erstversorgung erhielten.
Wieder zurück in Pearl Harbor bekam die Mannschaft für fast einen Monat Landurlaub auf Hawaii. Erst am 27. Juli musste die Mannschaft wieder vollständig in Paradeuniform auf Deck antreten, als US-Präsident Roosevelt Oʻahu besuchte.
Zusammen mit den Flugzeugträgern Enterprise und Independence bildete die Intrepid die Taskgroup TG 12.3.2 unter Konteradmiral Francis S. Low, mit der sie am 16. August Kurs auf Eniwetok nahm. Auf ihrem Flugdeck standen die Maschinen der Fluggruppe 18. Nachdem die Insel am 24. August erreicht worden war, löste das Oberkommando die Einsatzgruppe auf. Schon am folgenden Tag lichtete die Intrepid wieder den Anker und nahm an einem Manöver der TG 58.2 teil. Besonderes Augenmerk wurde dabei auf Übungen der Bordgeschütze gelegt, bis der Träger abends wieder vor Eniwetok ankerte.

#### Philippinensee
Am 29. August 1944 wurde die USS Intrepid der TG 38.2 zugeteilt. Der stellvertretende Marinesekretär für Luftfahrt kam mit seinem Stab am 4. September an Bord, um mit dem derzeitigen Kommandanten des Trägers, Captain Joseph F. Bolger, bei einem Essen über die zukünftigen Einsätze zu sprechen. Zwei Tage später begann der zweite Pazifikfronteinsatz der Intrepid. Die Kampfflugzeuge der Fluggruppe 18 flogen schwere Luftangriffe gegen die japanisch besetzten Palau-Inseln. Die Hauptangriffsziele waren dabei die Flugfelder, die Flugabwehrgeschütze und die Küstenbatterien der Japaner, um die amerikanischen Landungen auf den Inseln vorzubereiten, die am 15. September begannen. Die Intrepid hatte schon vorher mit der Einsatzgruppe das Gebiet verlassen und ihre Flugzeuge flogen am 9. und 10. September Einsätze gegen japanische Flugstützpunkte auf der großen Philippinen-Südinsel Mindanao, die Unterstützung für die Verteidigung der Palau-Inseln bieten konnten. An den folgenden Tagen waren kleinere Flugfelder auf Inseln in der Visayan-See die Ziele.

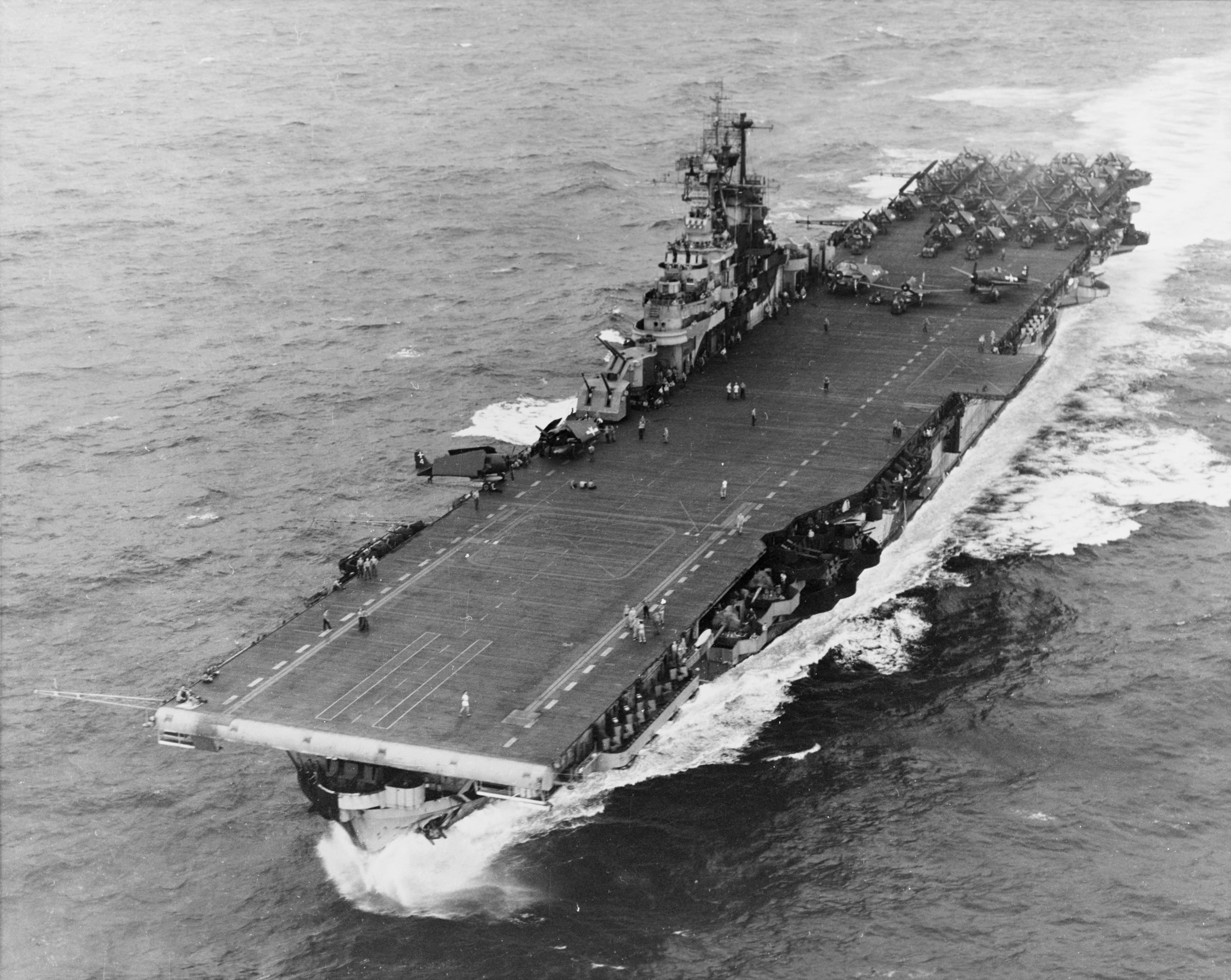
Die Intrepid in der Philippinensee im November 1944

Die Einsatzgruppe TG 38.2 wurde am 17. September aufgelöst und die Flugzeuge der Intrepid flogen Einsätze zur Unterstützung der Landungstruppen auf Peleliu (→Schlacht um Peleliu). Als dort keine Luftunterstützung mehr nötig war, konzentrierten sich die amerikanischen Angriffe wieder gegen die Philippinen. Am 21. und 22. September griffen die Kampfflugzeuge der Intrepid erstmals das japanisch besetzte Manila an. Weiterhin lagen japanische Einrichtungen auf Luzon unter schwerem Beschuss. Als Aufklärungsflugzeuge eine große japanische Flottenkonzentration, vor allem von Tankern, vor Coron südwestlich von Mindoro meldeten, entschied sich der Kommandeur der jetzt wieder gemeinsam operierenden Schiffe der TG 38.2, dieses sehr wichtige Ziel mit den Trägermaschinen anzugreifen. Die Flugzeuge der Intrepid waren an Versenkungen von fünf Schiffen sowie an den schweren Beschädigungen dreier weiterer beteiligt.
Nach einem kurzen Zwischenstopp zur Wiederaufmunitionierung und Betankung auf der eingenommenen Insel Saipan am 28. September setzte die Intrepid Kurs auf Ulithi, das sie am 1. Oktober erreichte. Unterdessen war der Kommandeur der Einsatzgruppe TG 38.2 auf den Träger gewechselt, der nun als sein Flaggschiff diente. Zwei Tage später zwang ein aufkommender Taifun die Intrepid, ihren Ankerplatz im Atoll fluchtartig zu verlassen. Dem Flugzeugträger gelang es, dem tropischen Sturm in den folgenden Tagen bei nur leichten Schäden auszuweichen und die Angriffe auf japanische Stützpunkte auf den Philippinen fortzusetzen. Dieses Mal fanden sie weiter nördlich statt. Die gesamte TF 38 überraschte die Japaner am 10. Oktober mit ihrem unvermittelten Auftauchen südlich von Okinawa, das sie am nächsten Tag bombardierte. Nach einer kurzen Seebetankung war das nächste Ziel der Kampfflugzeuge der Fluggruppe 18 Formosa, wo die dortige Wasserflugzeugbasis bei Tansui und das Flugfeld bei Shinchiku vom 12. bis zum 14. Oktober unter Beschuss genommen wurden. Anschließend wandte sich die Einsatzgruppe TG 38.2 wieder Zielen auf Luzon zu.
Die amerikanischen Landungen auf Leyte begannen am 17. Oktober, und damit trat auch der japanische Verteidigungsplan für die Philippinen (→ Sho Nr. 1) in Kraft. Die Einheiten der Intrepid nahmen ab dem 21. Oktober an der Luftraumverteidigung über dem Invasionsgebiet teil. Zwei Tage später meldeten amerikanische U-Boote das Anlaufen großer japanischer Verbände. Dies war der Auftakt zur See- und Luftschlacht im Golf von Leyte. Die TG 38.2 begann mit einer schnellen Wiederbetankung der Schiffe und am 24. Oktober funkten ihre Aufklärungsflugzeuge die Kontaktmeldung mit der japanischen Nordflotte durch. Sofort setzten alle Schiffe Kurs nach Norden, um die Japaner abzufangen. Kurz vor der Abenddämmerung des 24. Oktober sandte Admiral William F. Halsey, der Oberbefehlshaber der TF 38, seine Kampfflugzeuge nach Norden, welche die Japaner bei Kap Engano ausmachten und angriffen. Die Hauptstreitmacht der Japaner war jedoch von der Sibuyan-See durch die San-Bernardino-Straße auf dem Weg nach Süden und griff die Geleitflugzeugträgergruppe von Konteradmiral Clifton Sprague vor Samar an, die nur von wenigen Zerstörern gedeckt wurde. Die Intrepid und die anderen Einheiten der TG 38.2 eilten den Trägern mit voller Kraft zu Hilfe, die jedoch nach drei Stunden nicht mehr rechtzeitig kam, da die japanischen Schiffe nach schwerem Kampf und etlichen Verlusten mittlerweile in der San-Bernardino-Straße wieder abgedreht hatten und zurückliefen. Am nächsten Tag setzten die Trägerflugzeuge den Japanern noch einmal nach und versenkten einen Kreuzer.

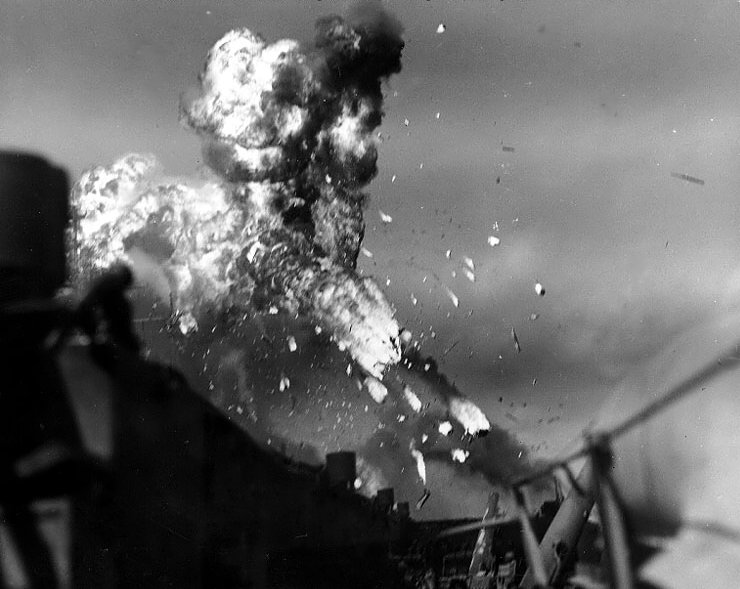
Einschlag des ersten Kamikaze-Fliegers am 25. November 1944

Der Morgen desselben Tages verlief an Bord ohne Feindkontakt aus der Luft, bis um 12:52 Uhr vom Heck der USS Intrepid zwei anfliegende japanische Zero-Jäger in einer Höhe von rund 1,2 km und einer Entfernung von etwa 13 km gemeldet wurden. Da sich viele eigene Maschinen in der Luft befanden, mussten die Bordschützen die Flugzeuge genau beobachten, bis sie das Feuer eröffneten. Daher begann erst eine Minute später eine Batterie des Trägers auf den linken Jäger zu feuern. Er explodierte knapp oberhalb des Wassers in 1,3 km Entfernung achteraus. Da in derselben Richtung eine Hellcat und eine Avenger operierten, ordnete Captain Bolger an, das Feuer einzustellen. Die Steuerbordschützen feuerten dagegen weiter und konnten eine andere tieffliegende japanische Maschine abschießen. Der zweite der ursprünglich gesichteten Jäger kam im Tiefflug auf das Heck zu, wich einer Hellcat aus und tauchte durch den Geschosshagel der immer noch unablässig feuernden Flakgeschütze des Hecks hindurch. Dann ging sie in einem Kilometer Abstand in einen überzogenen Steigflug, der sie auf etwa 150 m Höhe brachte, sackte über einen Flügel ab und stürzte um 12:55 Uhr auf das Flugdeck der Intrepid. Ihre Bombe durchschlug das zu schwach gepanzerte Flugdeck und explodierte im Aufenthaltsraum der Piloten, der zu diesem Zeitpunkt unbesetzt war. Trotzdem kamen insgesamt 32 Männer des Flugzeugträgers auf Deck und in der näheren Umgebung des Explosionsorts der Bombe ums Leben.

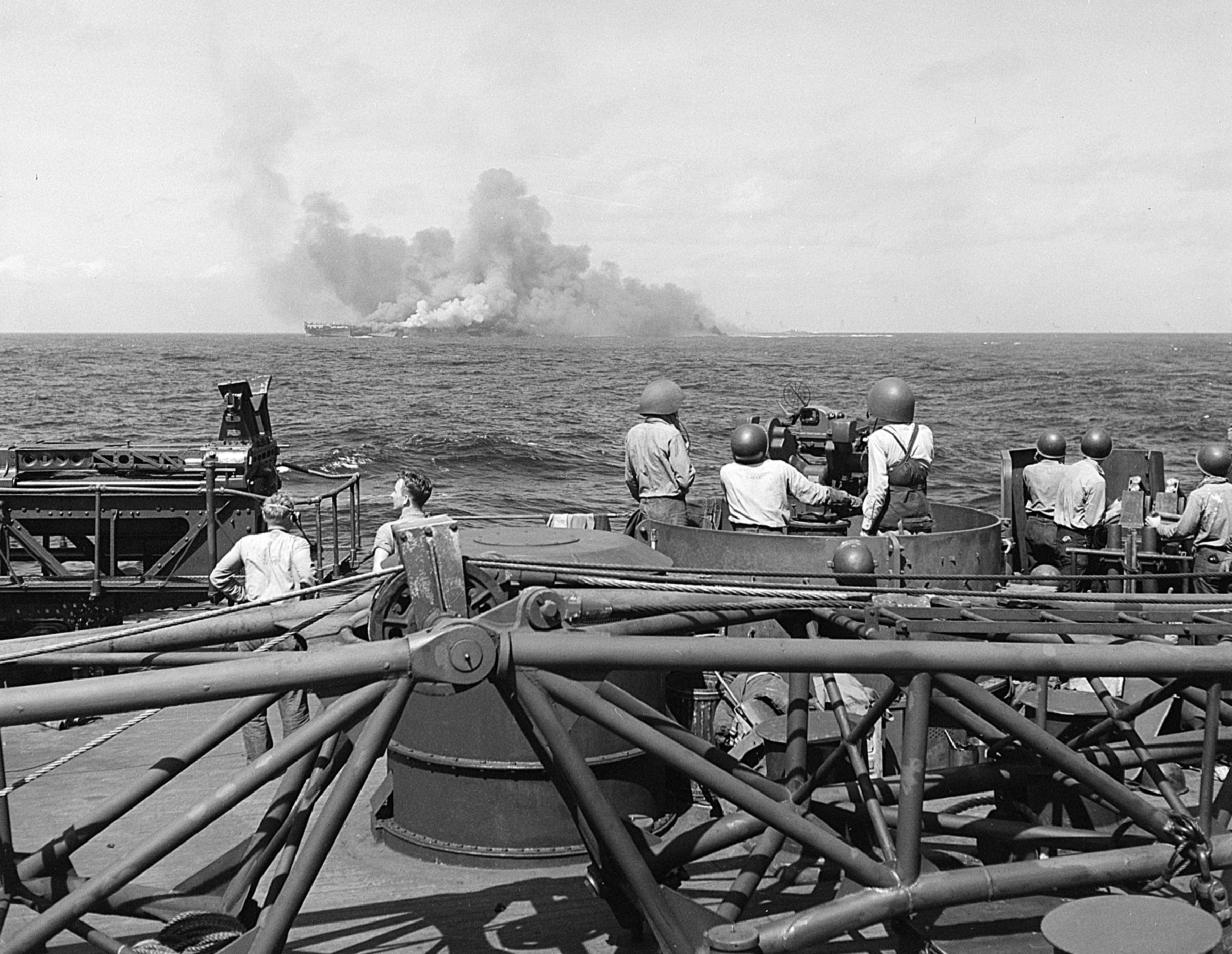
Die brennende Intrepid vom Schlachtschiff New Jersey aus fotografiert

Der Oberkommandierende ordnete sofort einen Rechtsschwenk für die Einsatzgruppe an, damit der brennende Treibstoff auf dem Deck der Intrepid über die Backbordseite abfließen konnte und nicht auf die kritischen Systeme wie auch die Brücke an Steuerbord übergriff. Die Feuerlöschtrupps arbeiteten mitten in explodierender Munition, als sie begannen, das Feuer zu bekämpfen. Nur drei Minuten nach dem Einschlag sichteten die Männer in den Geschützständen zwei weitere Zeros, die in 100 m Höhe über dem Wasser anflogen. Durch den genau in diese Richtung ziehenden dichten Rauch des brennenden Decks war den Schützen der Steuerbordseite weitgehend die Sicht genommen. Den Backbordschützen gelang es, die erste Maschine in 1,3 km Entfernung abzuschießen, doch die zweite tauchte mit schnellen Rechts-, Linksschwenks unter den Geschossen hindurch. Der Pilot zog die Maschine dann hoch, kippte über einen Flügel ab und stürzte um 12:59 Uhr auf das Flugdeck. Seine mitgeführte Bombe explodierte im Hangardeck.

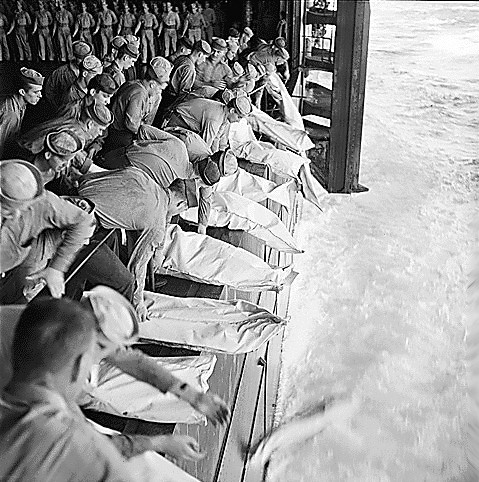
Seebestattung der getöteten Besatzungsmitglieder am 26. November 1944

Die Löscharbeiten dauerten mehr als drei Stunden, dann waren die Brände unter Kontrolle. Die sich in der Luft befindenden Maschinen der Fluggruppe 18 wurden auf andere Träger umgeleitet oder mussten auf Leyte landen. Neben den beiden japanischen Piloten waren insgesamt sechs Offiziere und 59 weitere Männer beim ersten Tokkōtai-Angriff auf einen amerikanischen Flugzeugträger ums Leben gekommen. Die Intrepid war äußerst schwer beschädigt und musste am 26. November die Rückfahrt nach Ulithi antreten, wo Admiral Halsey am 30. November persönlich die Schäden begutachtete. Die Fluggruppe 18 landete am selben Tag auf dem Flugfeld von Ulithi, wurde aber am 2. Dezember aufgelöst.
Mit einer Zerstörereskorte begab sich die USS Intrepid zur Notreparatur nach Pearl Harbor, das aber nur die Zwischenstation für die Ankunft in Hunter’s Point in San Francisco am 20. Dezember war. Der Trockendockaufenthalt zur Ausstattung mit einem fast neuen Flugdeck und den anderen Reparaturen dauerten bis in den Februar 1945. Die Testfahrten ab dem 11. Februar wurden noch unter dem Kommando von Captain Bolger unternommen, der aber dann am 15. Februar von Captain Giles E. Short abgelöst wurde. Die neu formierte Fluggruppe 10 landete am Folgetag an Bord und meldete sich einsatzbereit. Nach den notwendigen Manöverfahrten nahm die Intrepid zusätzlich noch Jäger der Fighter Squadron 86 an Bord und transportierte diese nach Oahu. Dort wurde eine Trägerflotte zusammengestellt, zu der neben der Intrepid, der Franklin und der  Bataan auch der Große Kreuzer Guam und acht Zerstörer gehörten. Am 13. März erreichten die Schiffe Ulithi, wo die Intrepid der Einsatzgruppe TG 58.4 zugewiesen wurde.

#### Okinawa
Der Einsatzbefehl erreichte schon am Folgetag den Flugzeugträger. Das Ziel lag in einem Gebiet östlich der japanischen Insel Okinawa und wurde am 18. März 1945 erreicht. Von dort starteten die Flugzeugträger ihre Fluggruppen, die schwere Angriffe gegen Flugfelder auf Kyushu flogen. Alle Radarposten auf den Schiffen waren besetzt, da die Amerikaner Vergeltungsmaßnahmen der Japaner befürchteten. Etwa gegen 7:30 Uhr meldeten sie die ersten unidentifizierten Flugzeuge, bei den Soldaten „Bogies“ genannt, die sich der Einsatzgruppe näherten.
Eine halbe Stunde später – die Maschinen waren mittlerweile als feindlich ausgemacht worden – löste sich eine einzelne Betty aus dem japanischen Verband und begann einen Sturzflug durch das schon begonnene Abwehrfeuer. Sie überflog einen der Deckungskreuzer in 4,5 km Entfernung von der USS Intrepid und ging in etwa 120 m Höhe in einen Gleitflug auf den Träger über. Obwohl alle Abwehrgeschütze unablässig feuerten, gelang es ihnen erst kurz vor dem Einschlag, die Maschine abzuschießen. Sie stürzte nur 25 m von der Bordwand entfernt ins Meer. Trotz des auf Deck spritzenden brennenden Treibstoffs und umherfliegender Trümmerteile wurde niemand verletzt. Es gab nur einige kleinere Schäden an einigen geparkten Kampfflugzeugen. Allerdings hatte ein eigenes Schiff, von der Backbordseite auf den japanischen Bomber feuernd, zu nah auf die Intrepid gehalten und mit seinen Maschinenkanonen den Träger am Hinterdeck getroffen. Dabei kam ein Seemann ums Leben.
Am 19. März flogen die Kampfmaschinen des Trägers Angriffe auf die vor Kure liegenden Überreste der Kaiserlich Japanischen Marine. Kurz darauf wandte sich die Flotte der Insel Okinawa und den umliegenden Ryūkyū-Inseln zu. Zwar wurden die Amami-Inseln und Minami bombardiert, doch konnten dort keine japanischen Basen ausgemacht werden.
Die Landung der Amerikaner auf Okinawa begann am 1. April (→ Schlacht um Okinawa). Die Intrepid gehörte mit ihrer Einsatzgruppe zu den 1.213 Schiffen, die daran beteiligt waren. Zusammen mit den anderen Trägermaschinen griff die Fluggruppe 18 in stetigem Rhythmus die feindlichen Stellungen auf der Insel an. Zur Absicherung der Landungstruppen wurden zusätzlich Einsätze gegen japanische Flugfelder auf Kyushu, Shikoku und das südliche Honshū geflogen. Auch die Wasserflugzeugbasis auf den Sakishima-Inseln in der Nansei-shotō war ein wichtiges Ziel. Eine ständige Bedrohung waren dabei die japanischen „Kamikaze-Flieger“. Das Auftanken der Intrepid fand unter vollen Gefechtsbedingungen und oftmals in voller Fahrt statt. Ein längerer Stillstand der Schiffe hätte den Japanern zu viel Zeit zur Vorbereitung eines konzentrierten Angriffs gelassen.
Am 7. April verließ eine kleine Geleitflotte zusammen mit Japans letztem großen fahrbereiten Schlachtschiff, der Yamato, die Inlandsee, um nach Okinawa zu laufen. Die amerikanischen Aufklärungsmaschinen sichteten die Schiffe, die völlig ohne eigene Luftdeckung fuhren, und unterrichteten die US-Träger. Auch von der Intrepid wurden die Kampfflugzeuge gestartet, um die Yamato und deren Geleitschiffe zu versenken, was ihnen mit acht Bombentreffern auf der Yamato auch gelang.

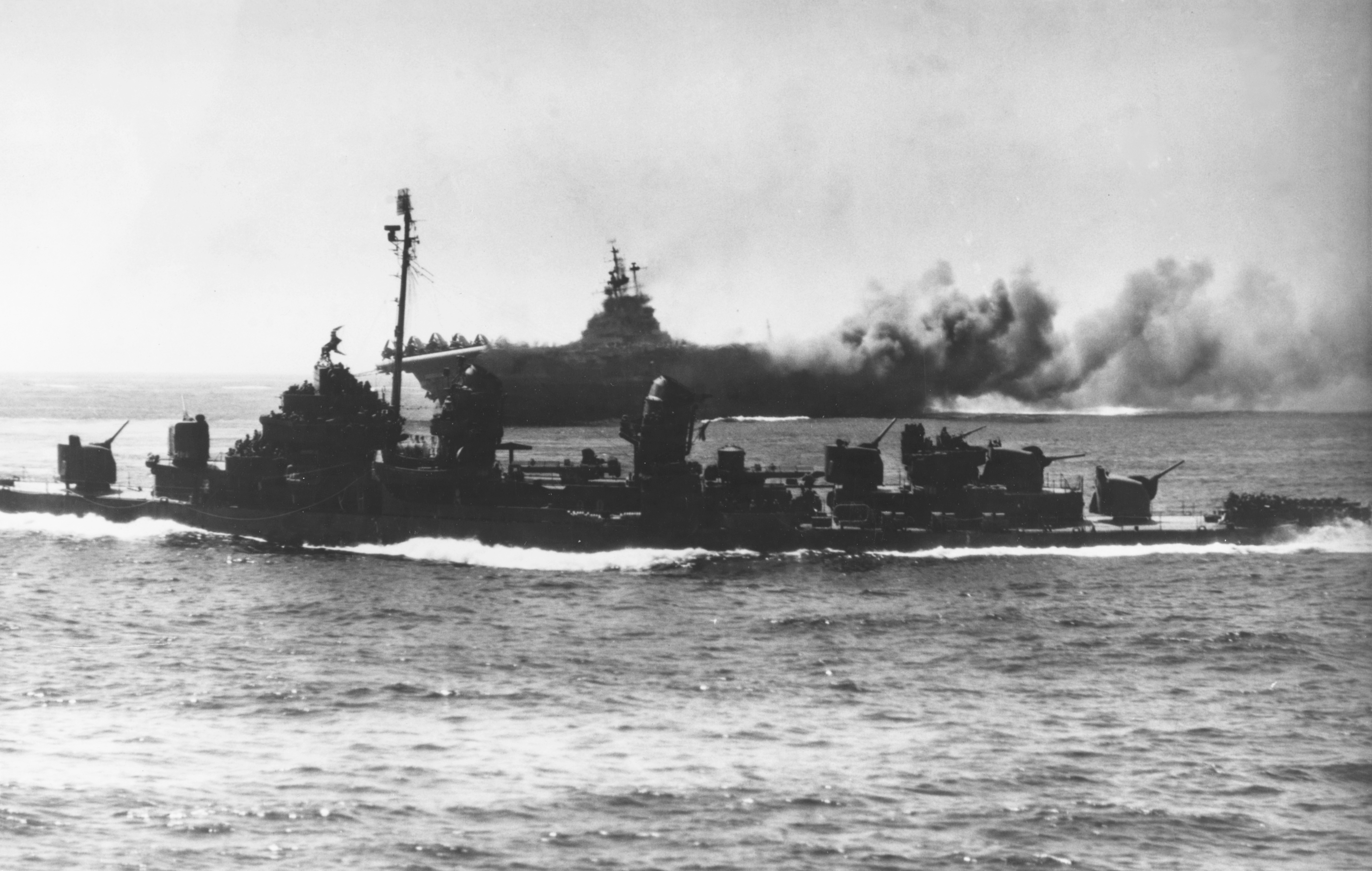
Die brennende Intrepid nach dem Kamikaze-Einschlag vom 16. April 1945. Im Vordergrund ein vorbeilaufender Zerstörer der Fletcher-Klasse.

Immer wieder waren die amerikanischen Schiffe in den folgenden Wochen vor Okinawa Kamikazeangriffen ausgesetzt. So auch am 16. April, als mehrere Durchbruchversuche von der Schiffsartillerie abgewehrt werden konnten. Am frühen Nachmittag um 13:36 Uhr gelang es einer japanischen Maschine jedoch, den Verteidigungsgürtel zu durchbrechen und sich auf die Intrepid zu stürzen, wo sie in das Flugdeck einschlug. Die angehängte Bombe explodierte im Hangardeck und verursachte dort ein großes Loch. Acht Besatzungsmitglieder und der japanische Pilot kamen ums Leben, eine Person wurde vermisst und weitere 21 verwundet. Die ausgebrochenen Feuer waren nach nur 51 Minuten gelöscht. Umgehend begannen die Reparaturarbeiten am Flugdeck, so dass nach etwa drei Stunden die ersten Flugzeuge wieder landen konnten. Der Träger wurde anschließend aus dem Kampfgebiet zur Tankzone beordert, um die Schäden zu begutachten. Da festgestellt wurde, dass die USS Intrepid nur noch mit weit verminderter Effizienz in die Kämpfe würde eingreifen können, lief sie nach Ulithi, um dort notdürftig instand gesetzt zu werden und dann zur US-Westküste zu laufen. Am Dock in Hunter’s Point prangte zur Motivation der Arbeiter ein großes Schild mit der Aufschrift:

“This Fighting Lady has a date in Tokyo. DON'T MAKE HER LATE!”

Die Schäden konnten relativ schnell behoben werden, und am 29. Juni verließ die Intrepid das Dock. Nach einem Zwischenstopp in Pearl Harbor und einigen Übungsfahrten erreichte der Träger Eniwetok am 7. August.
Auf Eniwetok erreichte die Mannschaft der Intrepid am 15. August die Nachricht von der japanischen Kapitulation und der Befehl zur Einstellung aller Kampfhandlungen. In einer neu formierten Kampfgruppe lief der Träger in die Gewässer östlich der japanischen Hauptinseln. Nach Zwischenstopps vor Okinawa, Jinsen in Korea und Taku in China lief die Intrepid zu den Marianen. Als Teil der Operation Magic Carpet beförderte sie US-Soldaten zurück in die Heimat. Am 15. Dezember erreichte sie San Pedro bei Los Angeles in Kalifornien, wo sie vor Anker ging.

### Nach Kriegsende

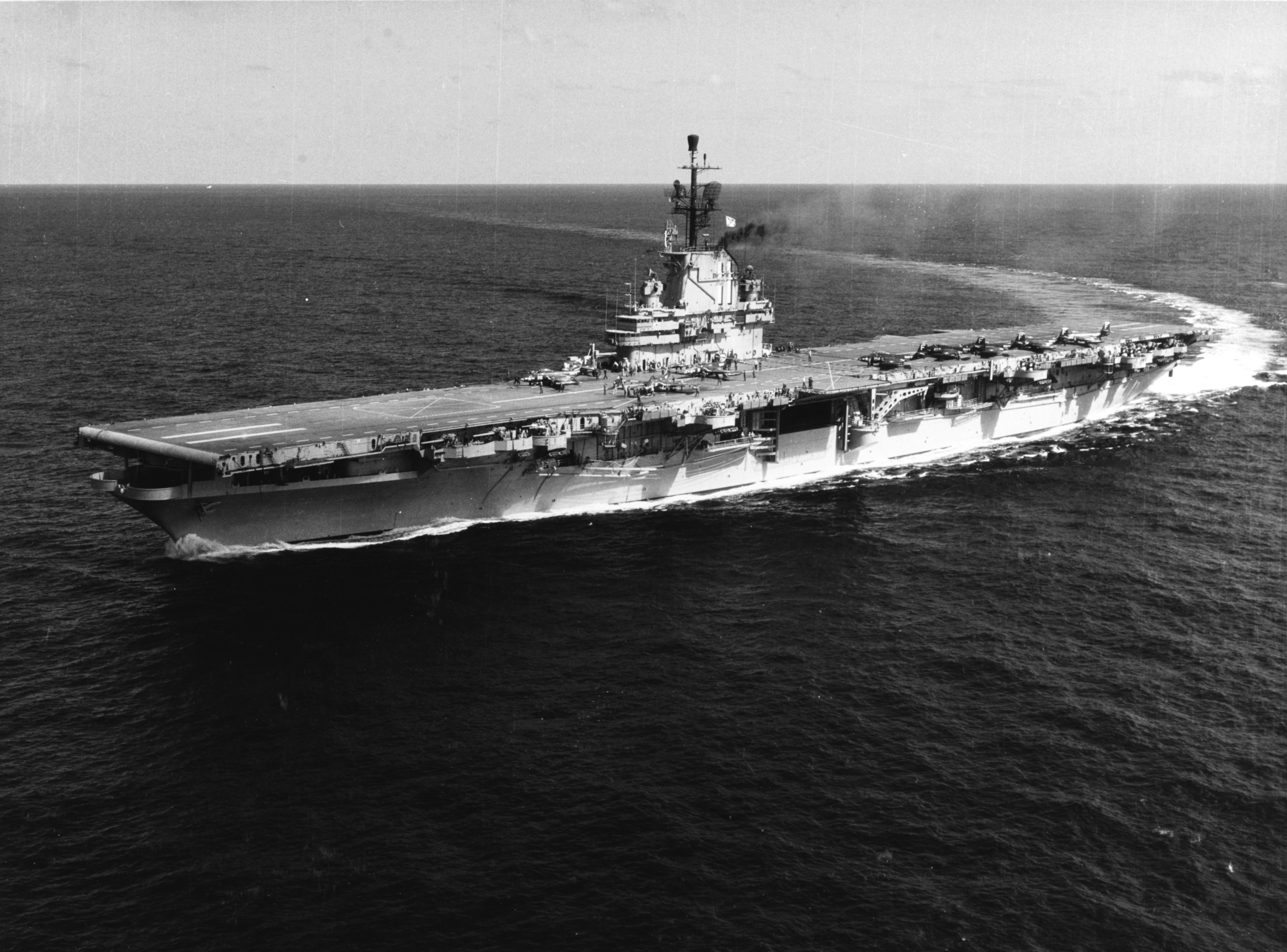
Die Intrepid im Februar 1955 kurz nach dem ersten Umbau vor Guantánamo Bay

Unter Captain Robert E. Blick lief die Intrepid nach San Francisco, wo sie am 15. August 1946 der Reserveflotte zugeteilt wurde. Die offizielle Außerdienststellung zur Pazifikreserve erfolgte am 22. März 1947.
Im Februar 1952 wurde die Intrepid kurzzeitig wieder in Dienst gestellt, um sich nach Newport News in Virginia zu begeben. Während der nächsten zwei Jahre war der Träger Teil des Modernisierungsprogramms für die Flugzeugträger der Essex-Klasse (→ SCB-27), das in den dortigen Docks und Kaianlagen durchgeführt wurde. Im Rahmen dieser Umbauarbeiten bekam das Schiff ein stärkeres Flugdeck, eine neue Brücke sowie das erste Dampfkatapult. Umklassifiziert zur CVA-11 nahm der Träger im Juni 1954 seinen Dienst wieder auf.
Nach zwei Fahrten in das Mittelmeer in den Jahren 1955 und 1956 wurden die Modernisierungsarbeiten (→ SCB-125) wiederaufgenommen, dieses Mal im New York Navy Yard. Dabei wurde der Bug des Trägers geschlossen und ein Schräglandedeck angebracht. Die ersten Fahrten führten wiederum in den Atlantik und das Mittelmeer, wo sie 1957 an der bisher größten Übung der NATO, der Operation Strikeback, teilnahm.
Mit der neuen Kennung CVS-11, die sie nun als Anti-U-Boot-Träger deklarierte, fuhr die Intrepid ab dem 8. Dezember 1961 ihre Einsätze.

### Erster Einsatz als NASA-Bergungsträger

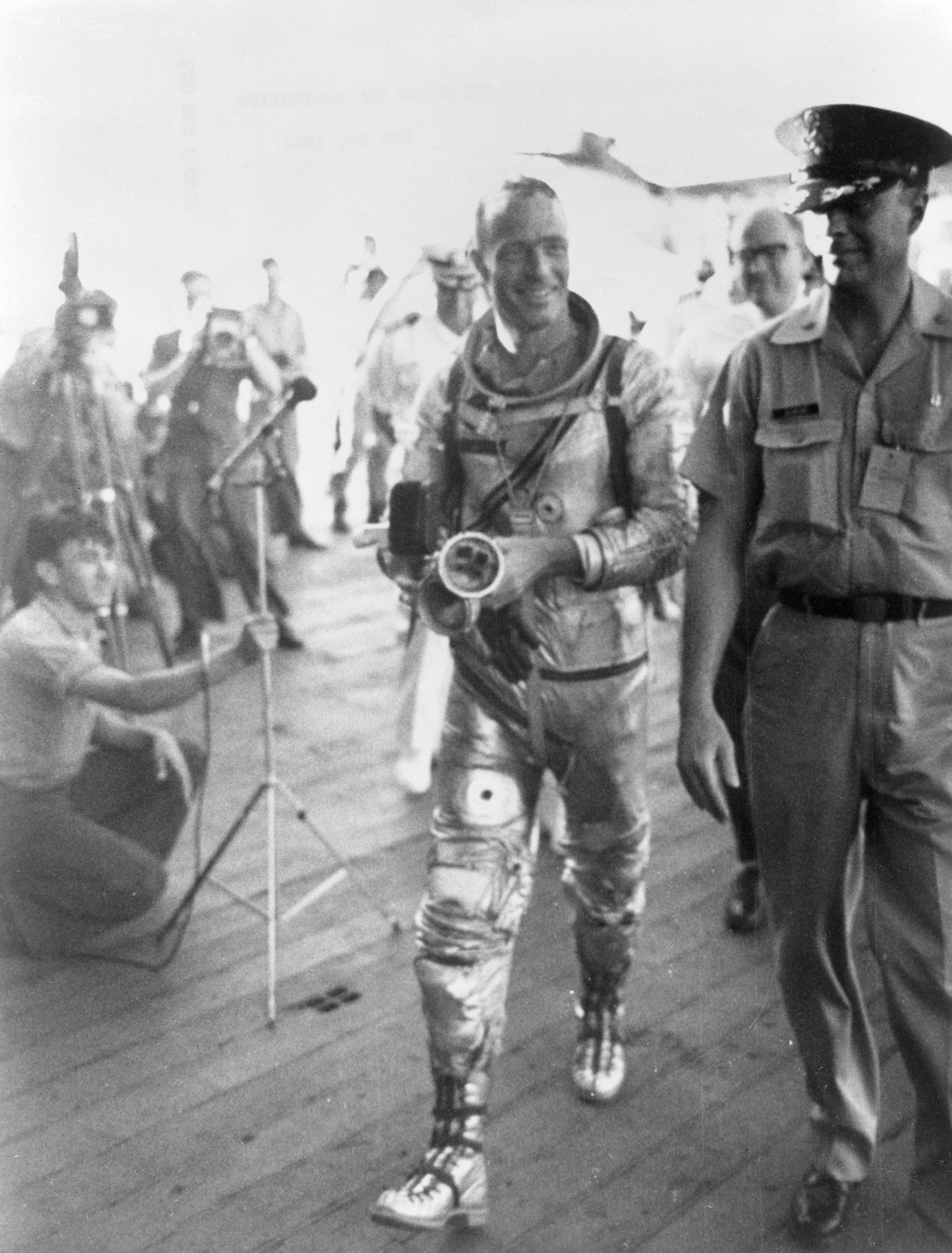
Astronaut Scott Carpenter an Bord der Intrepid

Nach den Trainingsfahrten, bei denen die neu an Bord gekommene Fluggruppe 56 Manöver durchführte, setzte die US-Marine, die für die NASA die Bergungsschiffe für die geplanten Raumflüge des Mercury-Programms stellte, die USS Intrepid als Flaggschiff der Bergungsflotte für den im Mai vorgesehenen Mercury-Atlas 7-Flug ein. Dazu kamen speziell ausgebildete Rettungseinheiten und die erst kürzlich in Dienst gestellten Bergungshubschrauber vom Typ HSS-2 an Bord.
Am 24. Mai 1962, dem vorgesehenen Flugtag, lag die kleine Flotte mit der Intrepid als Führungsschiff im vorgesehenen Landegebiet im Atlantik. Um 7:45 Uhr startete die Atlas-Rakete mit der Aurora 7 an der Spitze, in der der Astronaut Scott Carpenter saß. Nach 4 Stunden und 56 Minuten wasserte die Kapsel im Atlantik, verfehlte aber den Landepunkt um 460 Kilometer, so dass sie sich außerhalb der Funkreichweite der Bergungsflotte befand. Landgestützte Suchflugzeuge konnten die Kapsel nach einiger Zeit ausmachen und benachrichtigten die Bergungseinheiten an Bord der  Intrepid. Zwei Hubschrauber mit medizinischem Personal, NASA-Offiziellen, Fotografen und Froschmännern an Bord flogen kurz darauf in das Landungsgebiet. Carpenter, der zwischenzeitlich in sein Rettungsfloß geklettert war, konnte nach drei Stunden endlich aufgenommen und zum Flugzeugträger gebracht werden.

### Atlantikflotte
Für die neue Aufgabe als Anti-U-Boot-Waffe erfolgte ab dem Herbst 1962 in Norfolk eine dritte Überholung. Erst am 23. Januar des Folgejahres konnte der Träger die Hafenanlagen wieder verlassen und in See stechen. Die ersten Manöver fanden wiederum in der Karibik statt, mussten aber Ende Februar abgebrochen werden. Die US-Marine befahl den Träger weiter südlich zu einer neu gebildeten Suchflotte, die den von castrofreundlichen, kommunistischen Entführern der FALN in ihre Gewalt gebrachten, venezolanischen Frachter SS Anzoátegui aufspüren und verfolgen sollte. Nachdem das Schiff in brasilianische Hoheitsgewässer gelaufen war, übernahm die dortige Marine den Fall. Den Entführern gelang es aber, in den Hafen von Belém zu gelangen, wo sie um politisches Asyl baten.
Um die Anforderungen als Anti-U-Boot-Träger zu erfüllen, führte die Intrepid von April bis Anfang Juni an der US-Ostküste Manöver durch. Anschließend brachte sie Seekadetten ins Mittelmeer, die mit der 6. US-Flotte dort eine Jagdübung durchführen sollten. Die Intrepid unterstützte sie dabei, indem sie eine sich in der Nähe befindende sowjetische Kampfgruppe mittels Radar überwachte. Danach kehrte sie in die Gewässer der Vereinigten Staaten zurück und nahm Anfang September 22 Staatschefs der NATO an Bord, die US-Militäreinrichtungen besichtigten.
In der Nacht des 21. November ging bei Rangierfahrten und trotz ruhiger Fahrt der Fahrer eines Flugzeugtraktors auf dem Flugdeck über Bord. Dank der gut ausgebildeten Sicherheits- und Rettungsmannschaft konnte er schnell gerettet werden.

### Zweiter Einsatz als NASA-Bergungsträger

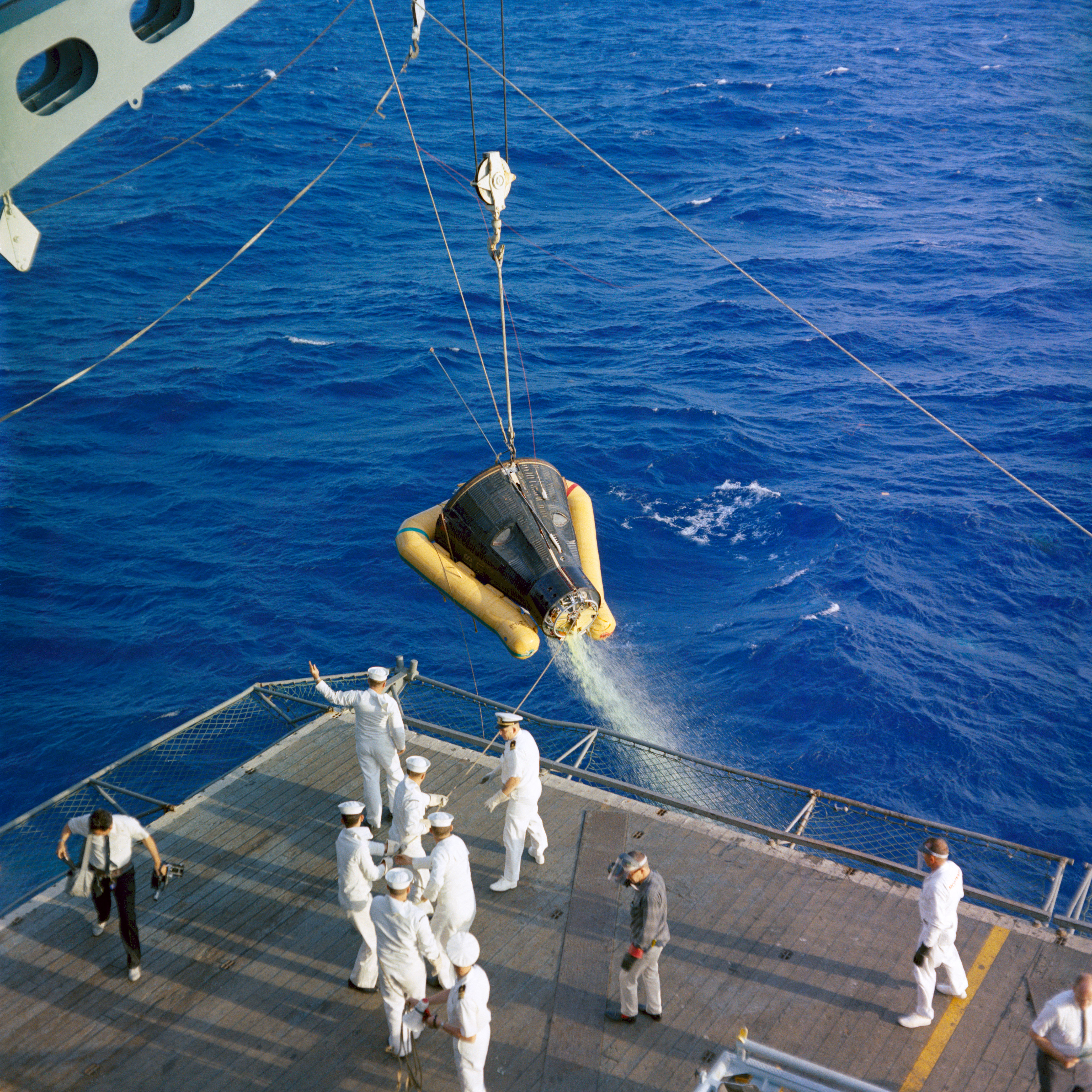
Die Molly Brown wird an Bord gehievt

Anfang 1965 begann die Mannschaft der Intrepid mit den Vorbereitungen für ihren nächsten Bergungseinsatz im Auftrag der NASA. Mitte März begab sich die Bergungsflotte in die vorgesehene Warteposition im Atlantik. Am Vormittag des 23. März startete von Cape Kennedy die erste bemannte Kapsel des Gemini-Programms, Gemini 3, mit den Astronauten Virgil „Gus“ Grissom als Kommandant und John Young als Pilot an Bord in den Weltraum. Nach drei Erdumkreisungen und fast fünf Stunden Flug landete die Rückkehrkapsel bedingt durch eine falsche Berechnung in etwa 84 Kilometern Entfernung von der Intrepid. Der Bergungshubschrauber benötigte daher fast 30 Minuten, bis er an der Landeposition der Kapsel eintraf und die beiden Astronauten aufnehmen konnte. Nachdem diese wohlbehalten an Bord genommen worden waren, nahm der Flugzeugträger Kurs auf die Position der Landekapsel der Molly Brown, um sie ebenfalls zu bergen.
Nach diesem Einsatz wurde die Intrepid in das Trockendock im New Yorker Marinehafen beordert, wo sie generalüberholt und zur Erlangung voller Kampfstärke auf den neuesten technischen Stand gebracht wurde (→ FRAM II). Als die Arbeiten am Träger zu etwa 75 % durchgeführt worden waren, verließ er das Dock und fuhr auf dem East River zur Marineausrüstungsstation bei Bayonne in New Jersey. Dort wurden die Arbeiten beendet und die Intrepid setzte Kurs in Richtung Kuba, wo vor Guantánamo Funktionstests durchgeführt wurden.

### Vietnamkrieg

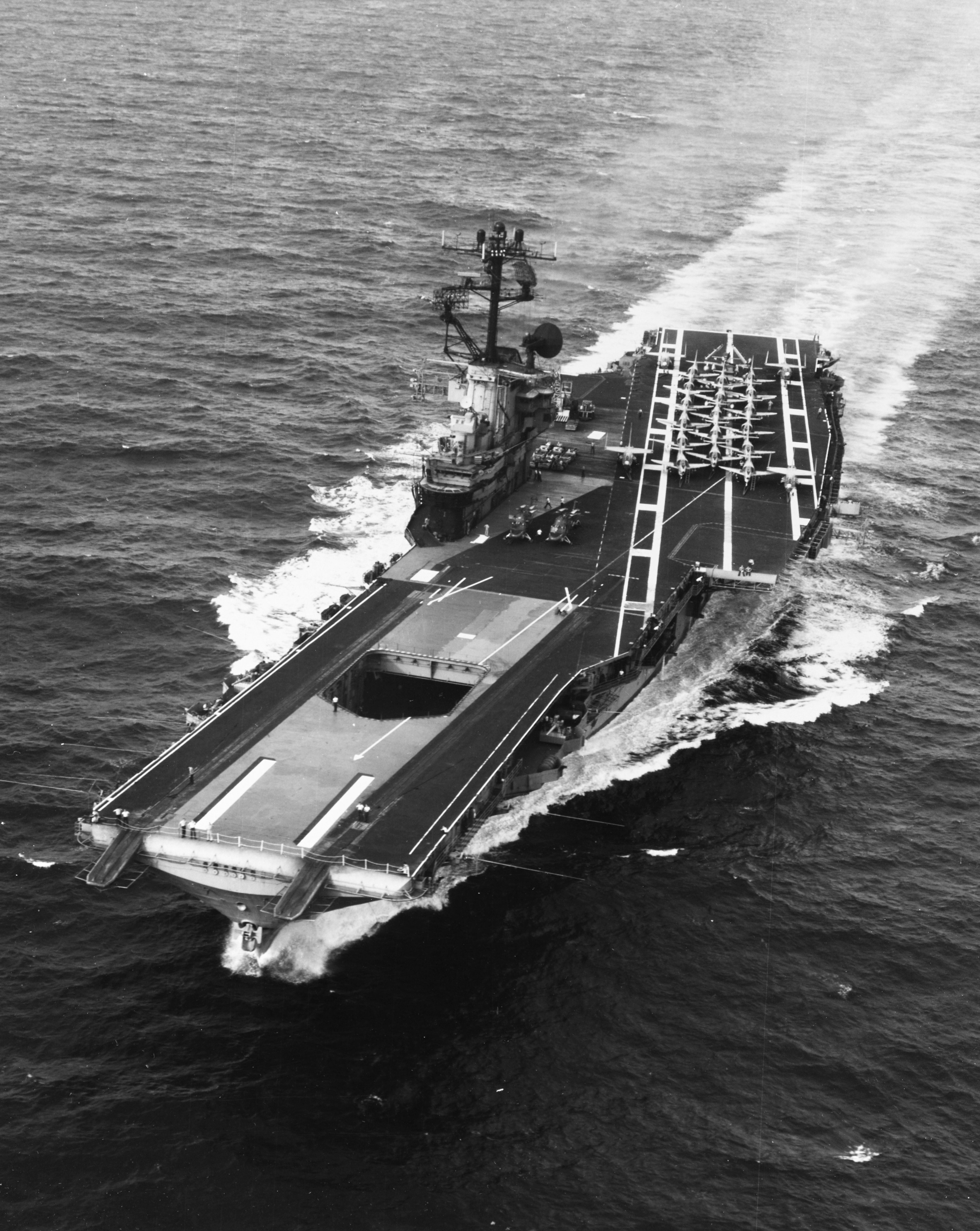
Die Intrepid mit Winkelflugdeck (1968)

Mitte 1966 teilte die US-Marine die Intrepid der Pazifikflotte zu. Der Flugzeugträger fuhr während dieser Zeit drei Einsätze im Vietnamkrieg. Mit der Leichten Kampfflugstaffel 10 lag sie vom 4. April 1966 bis zum 21. November 1966, vom 11. Mai 1967 bis zum 30. Dezember 1967 und vom 4. Juni 1968 bis zum 8. Februar 1969 vor der Küste Vietnams. Die Flugzeuge des Trägers waren dabei besonders für Abfangeinsätze über Südvietnam vorgesehen. Dabei gelang es der Mannschaft und den Piloten während eines dieser Einsätze, neun A-4 Skyhawks und sechs A-1 Skyraiders in Abständen von jeweils 28 Sekunden zu starten. Die Maschinen befanden sich innerhalb von 7 Minuten in der Luft. Einigen der Skyraiders gelangen Abschüsse sowjetischer MiG-17, die für die Nordvietnamesen im Einsatz waren.

### Die 1970er-Jahre
Nach der Rückkehr in die Gewässer der USA löste die Intrepid die Yorktown Mitte 1970 als Flaggschiff der Flugzeugträger-Division 16 im Atlantik ab.
Mit der neu formierten Kampfgruppe TG 83.2 bekam der Träger im April 1971 den Befehl, sowjetische Flottenbewegungen zu überwachen. Aus diesem Grund waren Manöver vor Norwegens Atlantikküste (→ Rusty Razor) und in der Ostsee vorgesehen. Zusammen mit dem U-Boot Greenfish, das wie der Träger und einige andere Schiffe mit Nuklearwaffensystemen ausgestattet war, lief die Kampfgruppe in dänische Gewässer ein. Die Intrepid lief am 21. Juli 1971 in den Hafen von Kopenhagen und die USS Swordfish begab sich auf Besuch nach Aarhus. Dies geschah, obwohl der amerikanischen Regierung zu diesem Zeitpunkt bekannt war, dass die Dänen ihr Land zu einer atomwaffenfreien Zone erklärt hatten. Die dänische Regierung reagierte jedoch nicht auf diesen offensichtlichen Affront, wie auch später in den Jahren 1972 und 1973 nicht, als der Träger wiederholt Kopenhagen besuchte.
Mit der 1973er Fahrt nördlich des Polarkreises und dem folgenden Ostkurs war die Intrepid zu dieser Zeit der US-Flugzeugträger, der am weitesten nördlich und östlich bis an die Hoheitsgewässer der UdSSR vordrang. Kurz darauf ankerte sie im Hafen von Bergen.
Nach einer abschließenden Fahrt in das Mittelmeer wurde die Intrepid am 15. März 1974 außer Dienst gestellt. Die Verschrottung war für das folgende Jahr vorgesehen.

### Intrepid Sea, Air & Space Museum

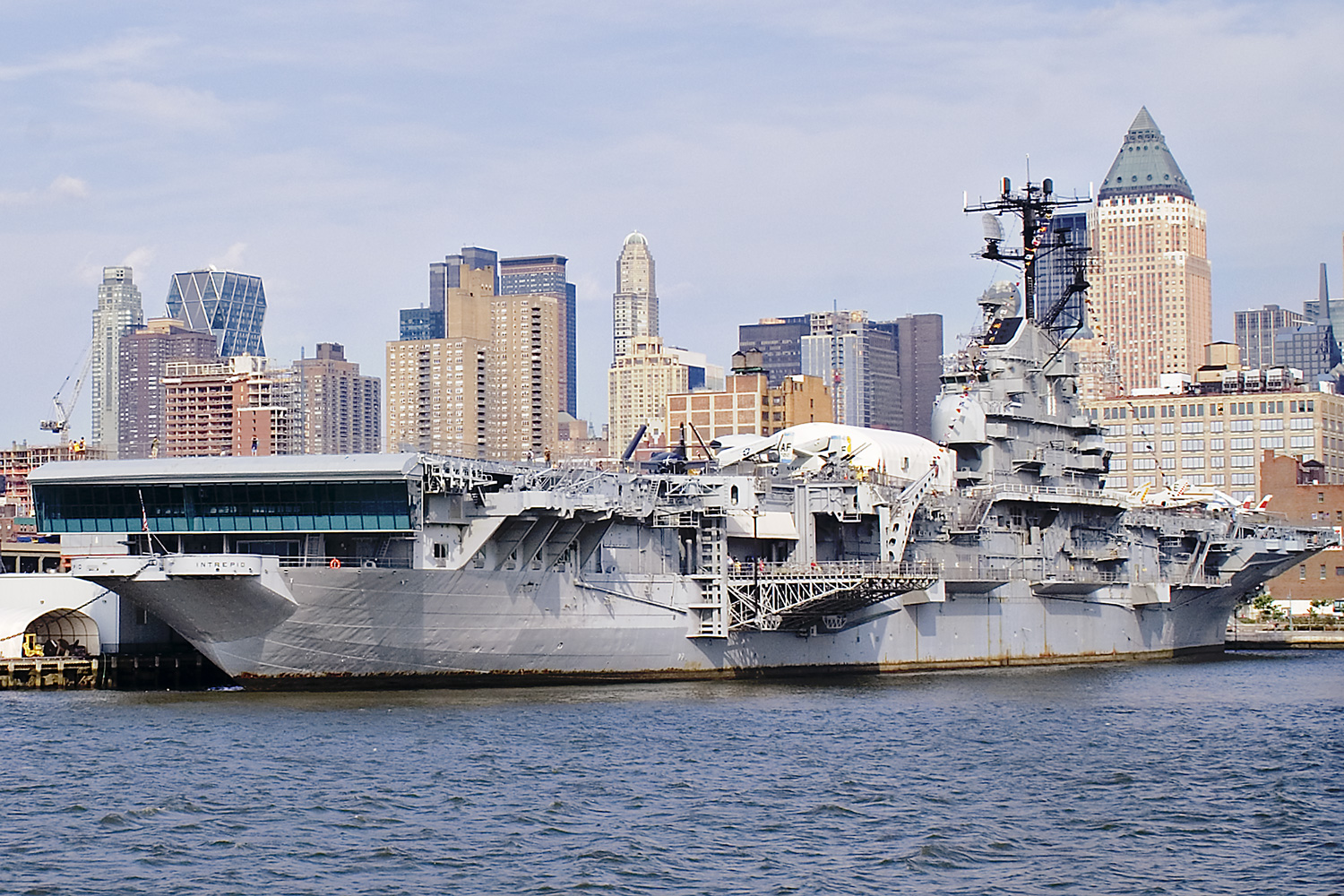
Intrepid Sea-Air-Space Museum (2006)

Durch die Initiative von Zachary Fisher und der Intrepid Museum Foundation, die den Flugzeugträger vor der Verschrottung bewahrt und nach New York gebracht hatten, konnte im August 1982 das auf der Westseite von Manhattan am Pier 86 liegende Intrepid Sea, Air & Space Museum eröffnet werden. Seit dem 14. Januar 1986 hat die Intrepid den Status eines National Historic Landmarks. Am gleichen Tag wurde das Schiff in das National Register of Historic Places eingetragen.